# Mini Comtesse

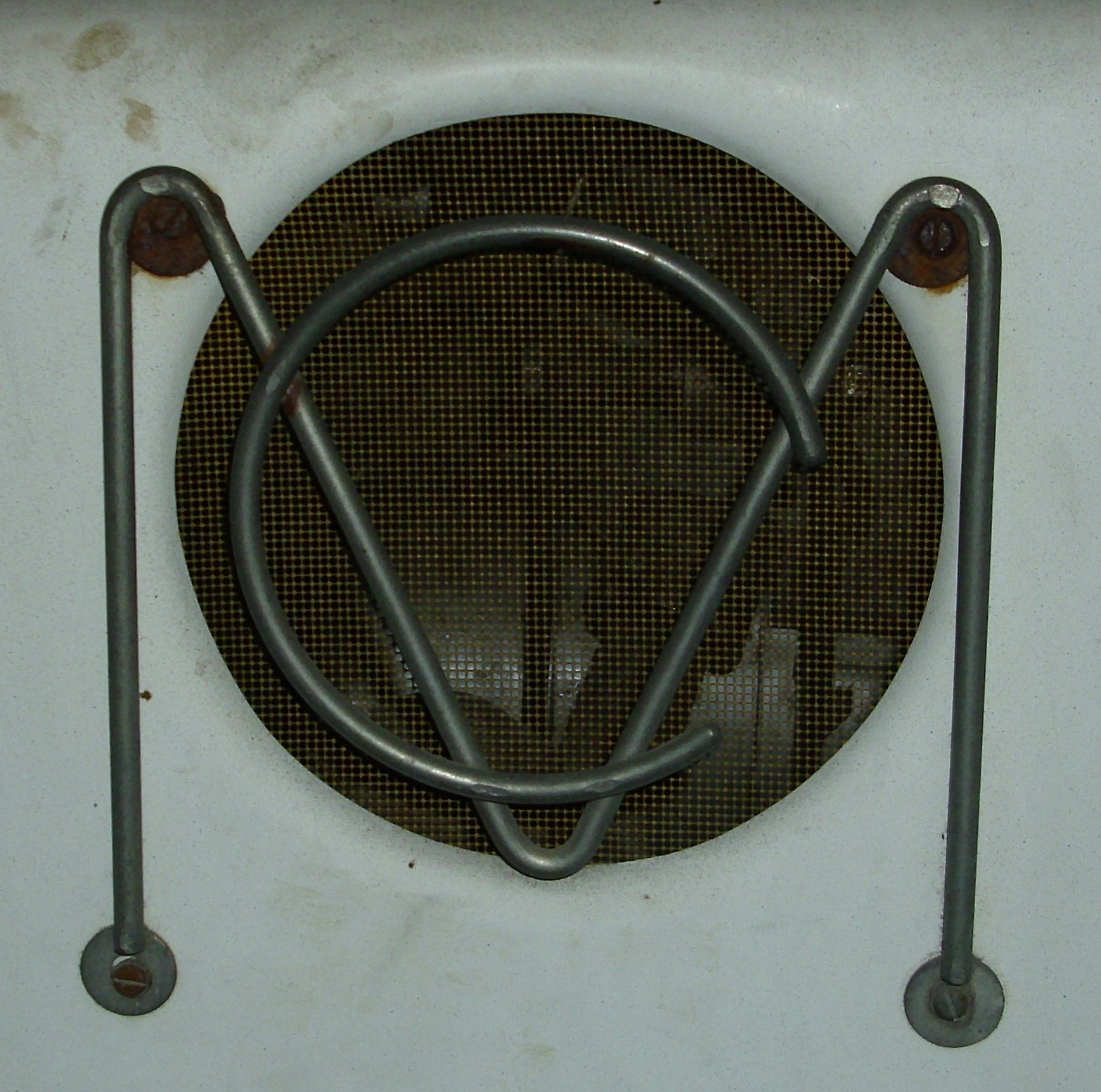
Emblem

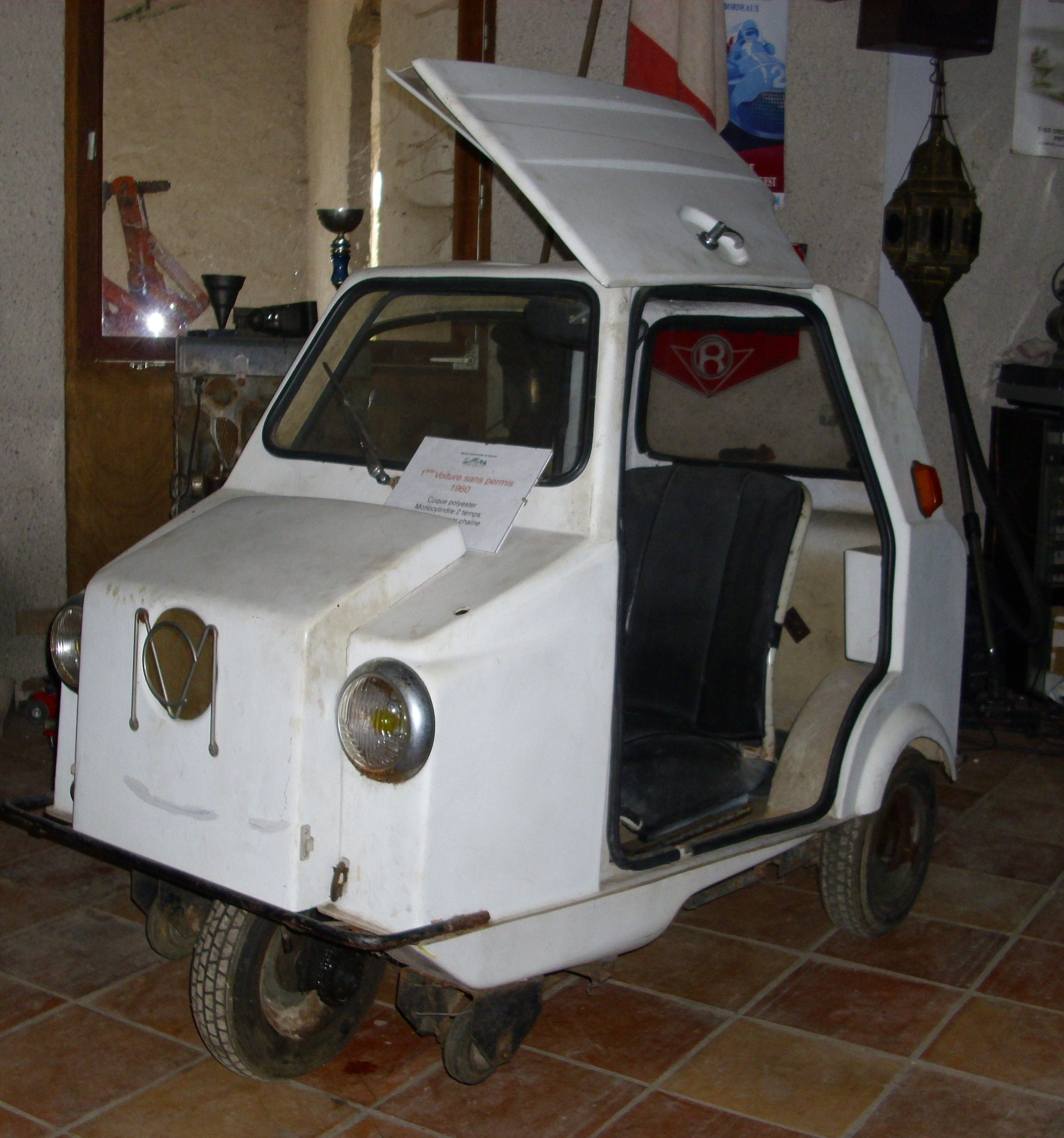
Mini Comtesse Dreirad mit geöffneter Flügeltür

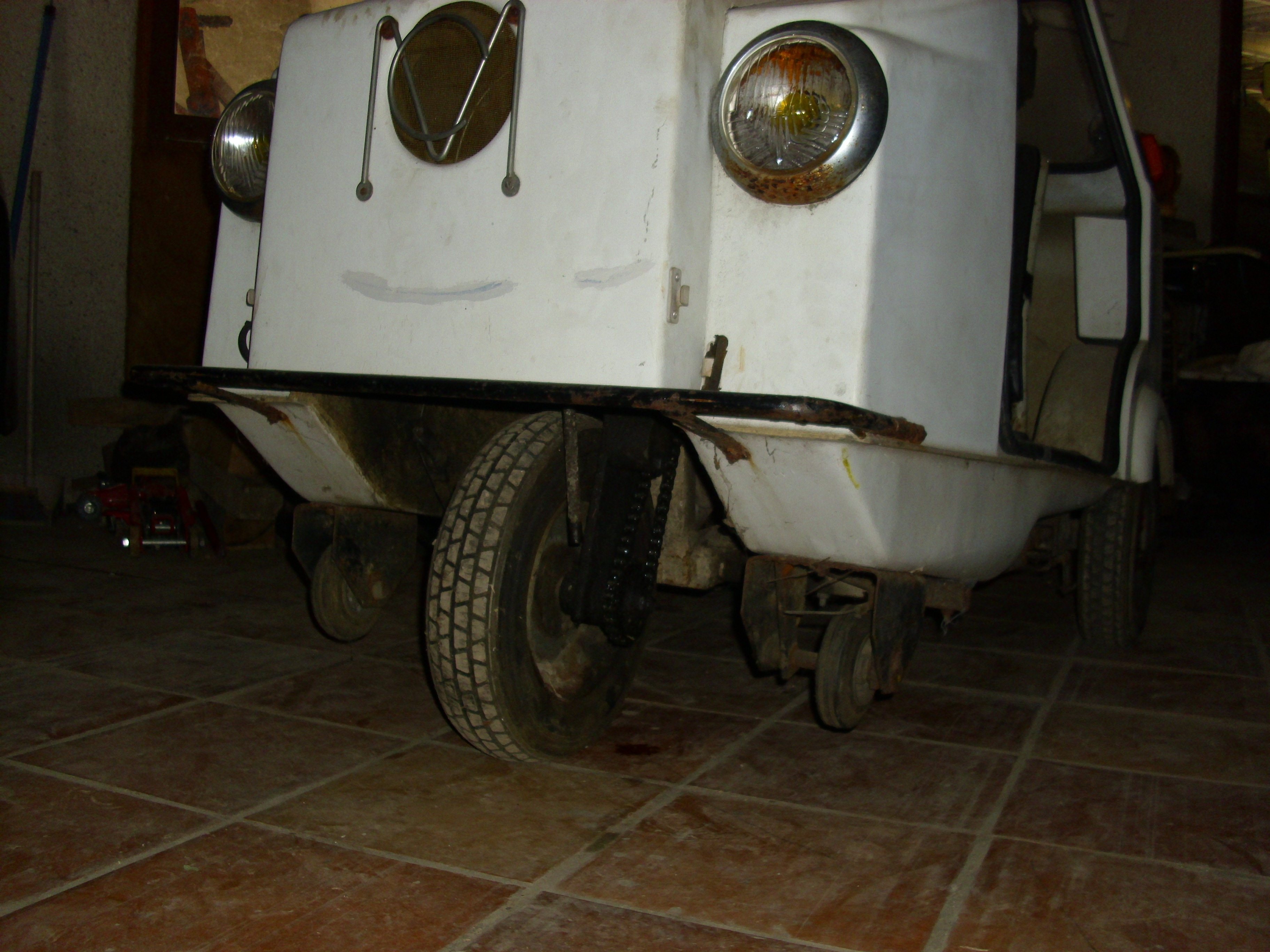
Fahrwerk des Dreirades mit Stützrädern

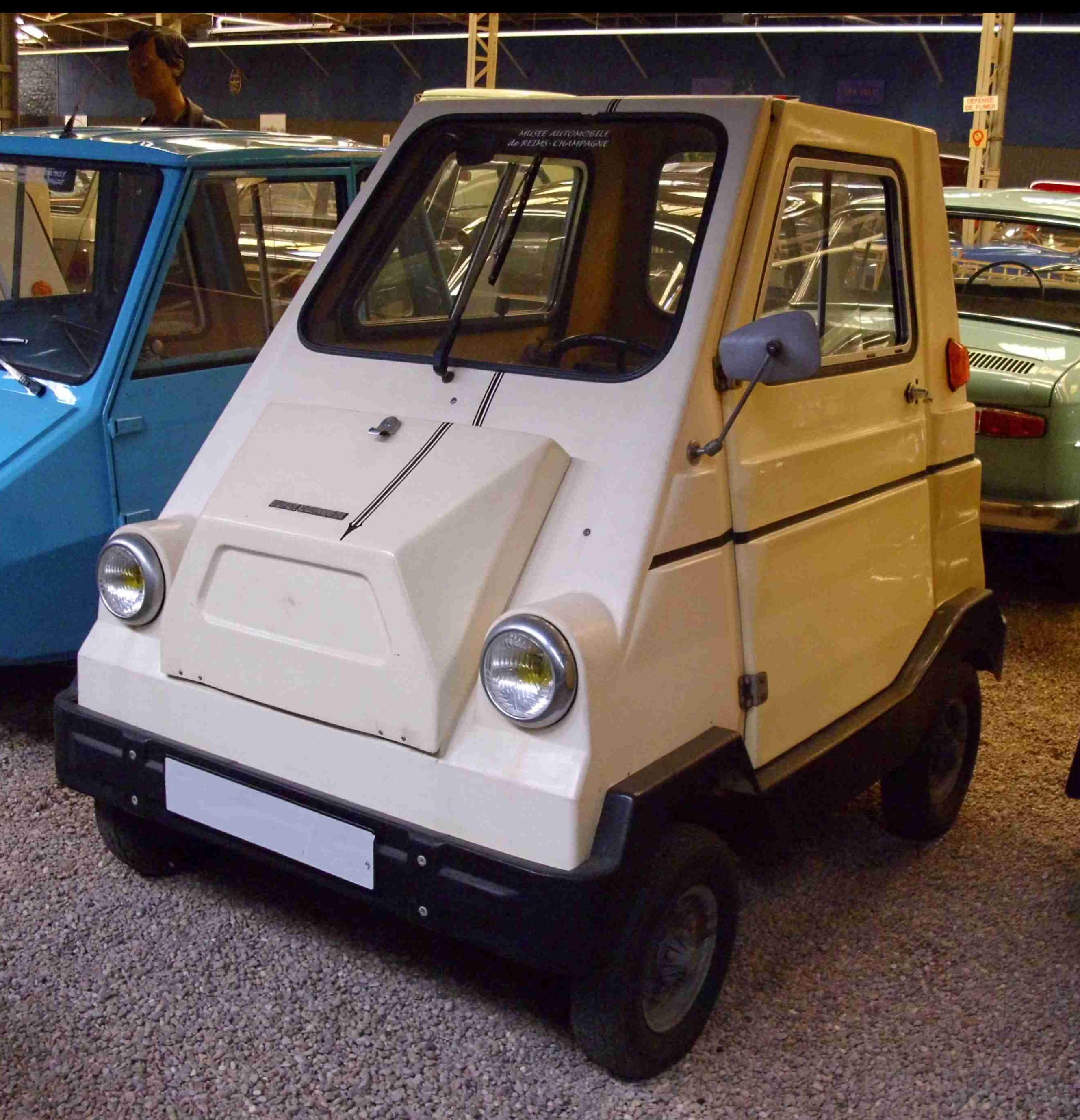
Mini Comtesse Vierrad

Mini Comtesse war eine französische Automarke.

## Unternehmensgeschichte
Das Unternehmen Acoma Sarl aus Angers begann 1974 mit der Produktion von Automobilen und stellte im gleichen Jahr Fahrzeuge auf dem Pariser Automobilsalon aus. Der Markenname lautete Mini Comtesse. Im Jahre 1979 wurden 3500 Fahrzeuge verkauft. 1984 endete die Produktion.

## Fahrzeuge
Das Unternehmen stellte Kleinstwagen her. Beim ersten Modell handelte es sich um ein Dreirad, bei denen sich das einzelne Rad vorne befand. Zwei zusätzlich montierte Räder ohne Bodenkontakt sollten das Umkippen in Gefahrensituationen verhindern. Für den Antrieb sorgte ein Moped-Einbaumotor von Motobécane mit 47 cm³ Hubraum, der das Vorderrad antrieb. Eine Besonderheit stellten die Türen dar: die linke Tür ist eine Flügeltür, im Dach angeschlagen, die in engen Parklücken nur wenig Platz benötigt, und die rechte Tür ist eine konventionell vorne angeschlagene Tür. Aufgrund des geringen Hubraums dürfen die Fahrzeuge in Frankreich ohne Fahrerlaubnis benutzt werden.
1978 folgte ein Modell vier Rädern. Auch die Modelle Comtesse Super Coupé, Comtesse Super Sport und Starlette waren vierrädrig und verfügten über den kleinen Motor. Im Star sorgte ein größerer Motor mit 125 cm³ Hubraum für den Antrieb.